# Fabien Foret
Fabien Foret (Angoulême, 29 gennaio 1973) è un pilota motociclistico francese ritiratosi dall'attività agonistica, vincitore del campionato mondiale Supersport nel 2002.

## Carriera

### Gli inizi: titolo nazionale e successi nelle classiche di durata
Inizia a correre in moto nel 1991 con i Magnum MBK Europe, nel 1994 arriva 4º al campionato francese 125 Promosport mentre lo vince l'anno successivo. Nel 1996 arriva 9º nel campionato francese 750 cm³, nel 1997 si classifica 3º nel campionato francese 600 Supersport, 3º nel campionato francese 1000 cm³ Promosport, 8º al Bol d'Or. Nel 1998 è 8º nel campionato francese Superbike e 3º nella 24 Ore di Le Mans di moto. Nel 1999 è 2º nel campionato francese Supersport 600, 2º nel campionato francese Superbike e 2º al Bol d'Or. Debutta inoltre nell'allora campionato europeo Superstock conquistando una pole position e un giro veloce. Nel 2000 vince la 24 ore di Spa Francorchamps, vince il Bol d'Or e arriva sul podio in una prova del campionato mondiale Supersport con una Ducati 748 R del team D.C.R. Pirelli.

### Mondiale Supersport
Nel 2001 finisce 8º nel campionato mondiale Supersport (vincendo a Imola ed a Oschersleben) con la Honda CBR 600 del team Ten Kate Honda e si classifica secondo alla 24 ore di Le Mans e al Bol d'Or. Nella stagione 2002 conquista un terzo posto in Giappone, un secondo posto in Gran Bretagna e ben 4 vittorie (Spagna, Italia, San Marino e Olanda), con questi risultati diventa campione iridato della classe Supersport, conseguendo il primo storico titolo mondiale in questa competizione per la Honda e per il team Ten Kate.
Nel 2003 si classifica 8º sempre nel campionato del mondo Supersport, correndo però con la Kawasaki ZX6RR del team Kawasaki Racing. Nel 2004 ritorna alle origini passando alla Yamaha YZF R6 del team Yamaha Italia. La stagione inizia subito con un podio conquistato nel gran premio di Spagna e una vittoria nel gran premio di Silverstone, il prosieguo della stagione è caratterizzato da numerosi zeri, tra cui una squalifica nel gran premio di Monza e un infortunio rimediato nella prova di Brands Hatch. Terminerà la stagione al 7º posto con 66 punti. Nel 2005 passa alla Honda CBR 600RR del team Megabike, con il quale conquista tre terzi posti (Australia, Gran Bretagna e Germania), un secondo posto con pole position a San Marino e una vittoria nel gran premio d'Olanda classificandosi al 4º posto con 144 punti. Nella stessa stagione e con la stessa motocicletta, prende parte (in qualità di pilota wild card senza punti) al Gran Premio di Monza nel campionato Italiano Supersport conquistando pole position e vittoria.

### 2006: la parentesi in Superbike
Nel 2006 fa il suo esordio nel mondiale Superbike con la Suzuki GSXR1000 K6 del team Alstare Eng. Corona Extra ma viene sostituito a metà stagione da Max Neukirchner, racimolando solo 19 punti. Conclude la stagione partecipando alla gara tedesca della Supersport al Lausitzring, piazzandosi terzo e a Magny-Cours ritirandosi. 

### 2007-2013: Supersport tra Honda, Yamaha e Kawasaki

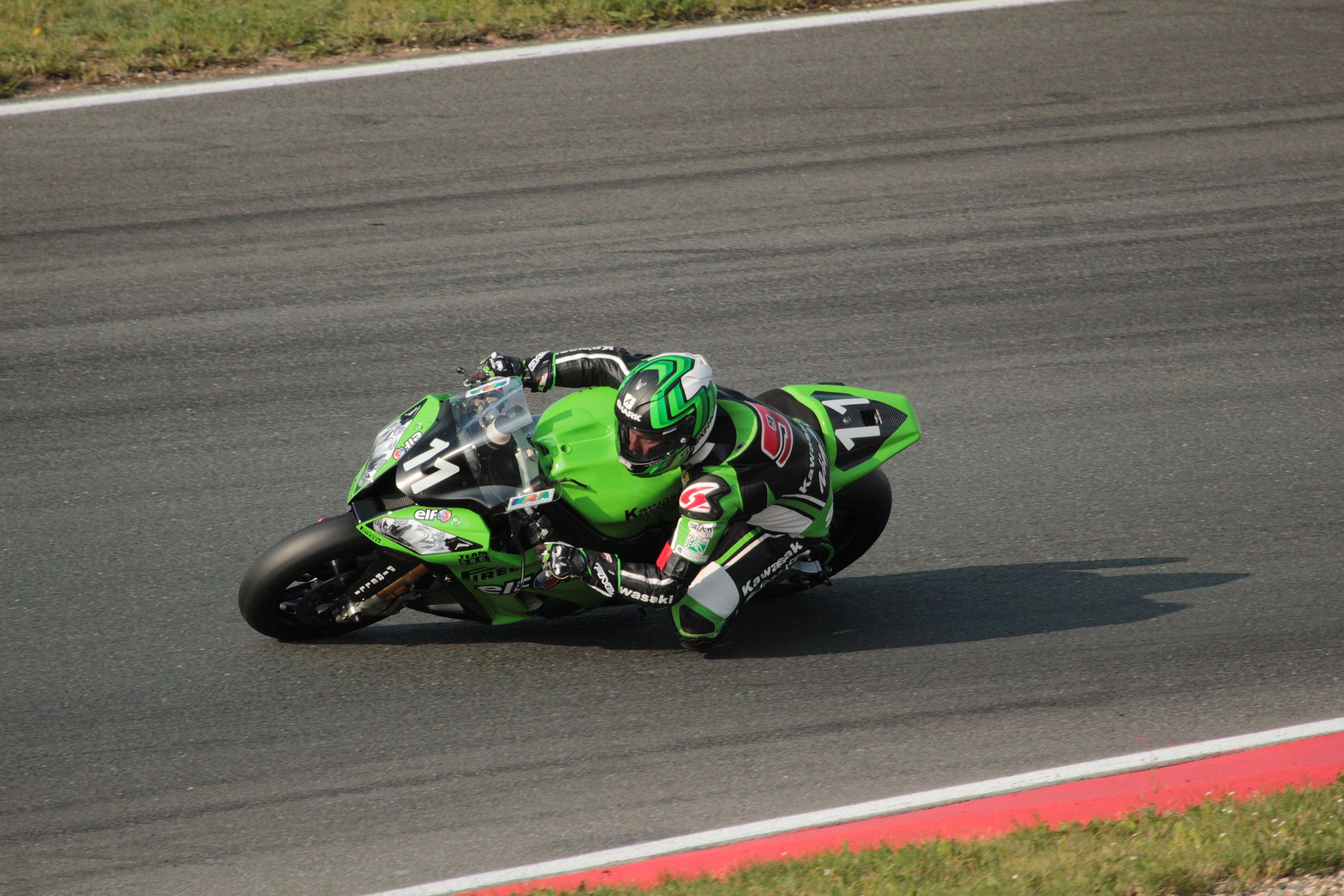
Foret in pista nell'edizione 2014 del mondiale Endurance.

Nel 2007 corre il campionato mondiale Supersport con il team Gil Motor Sport, riportando la Kawasaki ZX-6R alla vittoria dopo 4 anni di digiuno e arrivando 3º in classifica generale. Nel 2008 continua nel mondiale Supersport con la Yamaha YZF-R6 del team Yamaha World Supersport, partendo subito con una pole position nel gran premio del Qatar. La stagione è caratterizzata da un brutto infortunio, rimediato nel gran premio di Brno, che lo costringe a saltare 4 gare. Nonostante la stagione sfortunata, riesce a conquistare un secondo posto in Spagna e una vittoria in Italia, concludendo al sesto posto in classifica con 111 punti.
Nel 2009, sempre in sella alla Yamaha, conquista due terzi posti (Monza e Imola), e una vittoria a Brno. Conclude la stagione al 5º posto con 123 punti. Nel 2010 torna alla guida della Kawasaki ZX-6R nel team Lorenzini by Leoni, non ottiene nessun podio, il miglior risultato stagionale in gara è il quarto posto in Germania. Nella stessa stagione disputa alcuni eventi nel campionato Italiano Supersport. Torna ad essere molto competitivo nelle stagioni seguenti, dove vince almeno una gara ogni anno e si classifica nelle primissime posizioni.

### Superbike, ritorno alle gare di durata e ritiro dalle competizioni
Nel 2014 torna a correre nel campionato mondiale Superbike, con una Kawasaki ZX-10R in configurazione EVO. Partecipa ai primi otto gran premi con il team Mahi Racing Team India, per poi tornare a disputare il solo gran premio di Francia a Magny Cours con un'identica moto ma gestita dal Team Pedercini. Totalizza venti punti che gli valgono il ventesimo posto in classifica. Contestualmente alla Superbike torna a gareggiare nel mondiale Endurance dove si aggiudica nuovamente la Bol d'Or nel 2015 e la 24 di Le Mans l'anno successivo. Terminata la propria carriera agonistica entra nell'entourage di Jonathan Rea col ruolo di Coach. In questo contesto torna in pista per svolgere dei test di sviluppo nella stagione 2021.

## Risultati in gara

### Campionato mondiale Supersport
| 1999 | Moto   |  |  |  |  |  |  |  |    |     |    |  |  |  |  | Punti | Pos. |
| ---- | ------ |  |  |  |  |  |  |  | -- | --- | -- |  |  |  |  | ----- | ---- |
| 1999 | Yamaha |  |  |  |  |  |  |  | 18 | Rit | 18 |  |  |  |  | 0     |      |

| 2000 | Moto   |    |    |     |    |     |  |  |     |     |   |    |  |  |  | Punti | Pos. |
| ---- | ------ | -- | -- | --- | -- | --- |  |  | --- | --- | - | -- |  |  |  | ----- | ---- |
| 2000 | Ducati | NP | NP | Rit | 12 | Rit |  |  | Rit | Rit | 3 | 13 |  |  |  | 23    | 19º  |

| 2001 | Moto  |    |    |   |     |    |     |   |   |   |    |   |  |  |  | Punti | Pos. |
| ---- | ----- | -- | -- | - | --- | -- | --- | - | - | - | -- | - |  |  |  | ----- | ---- |
| 2001 | Honda | 15 | 19 | 8 | Rit | 11 | Rit | 4 | 9 | 1 | 10 | 1 |  |  |  | 90    | 8º   |

| 2002 | Moto  |   |   |   |   |   |   |    |   |   |   |   |   |  |  | Punti | Pos. |
| ---- | ----- | - | - | - | - | - | - | -- | - | - | - | - | - |  |  | ----- | ---- |
| 2002 | Honda | 1 | 9 | 5 | 3 | 1 | 7 | SQ | 1 | 2 | 6 | 1 | 4 |  |  | 186   | 1º   |

| 2003 | Moto     |    |    |     |   |     |     |   |   |   |     |     |  |  |  | Punti | Pos. |
| ---- | -------- | -- | -- | --- | - | --- | --- | - | - | - | --- | --- |  |  |  | ----- | ---- |
| 2003 | Kawasaki | 14 | 11 | Rit | 5 | Rit | Rit | 1 | 5 | 6 | Rit | Rit |  |  |  | 64    | 9º   |

| 2004 | Moto   |   |   |     |    |     |   |     |     |   |     |  |  |  |  | Punti | Pos. |
| ---- | ------ | - | - | --- | -- | --- | - | --- | --- | - | --- |  |  |  |  | ----- | ---- |
| 2004 | Yamaha | 2 | 6 | Rit | SQ | Rit | 1 | Rit | Rit | 5 | Rit |  |  |  |  | 66    | 7º   |

| 2005 | Moto  |   |   |   |     |   |   |     |   |   |   |    |   |  |  | Punti | Pos. |
| ---- | ----- | - | - | - | --- | - | - | --- | - | - | - | -- | - |  |  | ----- | ---- |
| 2005 | Honda | 5 | 3 | 5 | Inf | 3 | 2 | Rit | 5 | 1 | 3 | 11 | 4 |  |  | 144   | 4º   |

| 2006 | Moto              |  |  |  |  |  |  |  |  |  |   |  |     |  |  | Punti | Pos. |
| ---- | ----------------- |  |  |  |  |  |  |  |  |  | - |  | --- |  |  | ----- | ---- |
| 2006 | Yamaha e Kawasaki |  |  |  |  |  |  |  |  |  | 3 |  | Rit |  |  | 16    | 25º  |

| 2007 | Moto     |   |   |     |   |   |   |   |     |   |   |     |    |     |  | Punti | Pos. |
| ---- | -------- | - | - | --- | - | - | - | - | --- | - | - | --- | -- | --- |  | ----- | ---- |
| 2007 | Kawasaki | 4 | 1 | Rit | 4 | 3 | 2 | 4 | Rit | 3 | 6 | Rit | 14 | Rit |  | 128   | 3º   |

| 2008 | Moto   |     |   |   |   |   |   |   |     |     |     |     |   |    |  | Punti | Pos. |
| ---- | ------ | --- | - | - | - | - | - | - | --- | --- | --- | --- | - | -- |  | ----- | ---- |
| 2008 | Yamaha | Rit | 4 | 2 | 4 | 1 | 4 | 4 | Inf | Inf | Inf | Inf | 8 | 10 |  | 111   | 6º   |

| 2009 | Moto   |   |     |    |   |   |     |   |   |     |   |   |   |     |   | Punti | Pos. |
| ---- | ------ | - | --- | -- | - | - | --- | - | - | --- | - | - | - | --- | - | ----- | ---- |
| 2009 | Yamaha | 7 | Rit | 10 | 4 | 3 | Rit | 5 | 8 | Rit | 1 | 5 | 3 | Rit | 8 | 123   | 5º   |

| 2010 | Moto     |   |   |    |     |     |     |    |   |    |    |   |     |     |  | Punti | Pos. |
| ---- | -------- | - | - | -- | --- | --- | --- | -- | - | -- | -- | - | --- | --- |  | ----- | ---- |
| 2010 | Kawasaki | 5 | 5 | 10 | Rit | Rit | Rit | 10 | 8 | 10 | 12 | 4 | Rit | Rit |  | 65    | 13º  |

| 2011 | Moto  |     |    |   |   |   |   |   |   |   |   |   |    |  |  | Punti | Pos. |
| ---- | ----- | --- | -- | - | - | - | - | - | - | - | - | - | -- |  |  | ----- | ---- |
| 2011 | Honda | Rit | NP | 2 | 3 | 2 | 7 | 2 | 3 | 6 | 1 | 8 | 12 |  |  | 148   | 3º   |

| 2012 | Moto     |   |   |     |    |    |   |   |   |   |   |   |   |   |  | Punti | Pos. |
| ---- | -------- | - | - | --- | -- | -- | - | - | - | - | - | - | - | - |  | ----- | ---- |
| 2012 | Kawasaki | 2 | 1 | Rit | 12 | 10 | 8 | 2 | 1 | 6 | 6 | 3 | 3 | 5 |  | 171   | 4º   |

| 2013 | Moto     |   |   |   |    |   |   |    |    |   |   |     |   |    |  | Punti | Pos. |
| ---- | -------- | - | - | - | -- | - | - | -- | -- | - | - | --- | - | -- |  | ----- | ---- |
| 2013 | Kawasaki | 4 | 1 | 3 | NP | 9 | 2 | 12 | AN | 3 | 2 | Rit | 4 | 10 |  | 140   | 3º   |

| Legenda | 1º posto        | 2º posto            | 3º posto           | A punti      | Senza punti        | Grassetto – Pole position Corsivo – Giro più veloce |
| Legenda | Gara non valida | Non qual./Non part. | Ritirato/Non class | Squalificato | '-' Dato non disp. | Grassetto – Pole position Corsivo – Giro più veloce |

### Campionato mondiale Superbike
| 2006 | Moto   |     |     |     |    |    |    |    |    |     |     |    |    |     |    |  |  |  |  |  |  |  |  |  |  |  |  |  |  | Punti | Pos. |
| ---- | ------ | --- | --- | --- | -- | -- | -- | -- | -- | --- | --- | -- | -- | --- | -- |  |  |  |  |  |  |  |  |  |  |  |  |  |  | ----- | ---- |
| 2006 | Suzuki | Rit | Rit | Rit | 18 | 15 | 13 | 13 | 13 | Rit | Rit | 13 | 10 | Rit | 20 |  |  |  |  |  |  |  |  |  |  |  |  |  |  | 19    | 20º  |

| 2014 | Moto     |    |    |     |    |    |     |    |    |    |    |     |     |     |    |     |    |  |  |  |  |    |    |  |  |  |  |  |  | Punti | Pos. |
| ---- | -------- | -- | -- | --- | -- | -- | --- | -- | -- | -- | -- | --- | --- | --- | -- | --- | -- |  |  |  |  | -- | -- |  |  |  |  |  |  | ----- | ---- |
| 2014 | Kawasaki | 12 | 12 | Rit | 15 | NP | Rit | 16 | 15 | 12 | 18 | Rit | Rit | Rit | NP | Rit | NP |  |  |  |  | 15 | 11 |  |  |  |  |  |  | 20    | 20º  |

| Legenda | 1º posto        | 2º posto            | 3º posto           | A punti      | Senza punti        | Grassetto – Pole position Corsivo – Giro più veloce |
| Legenda | Gara non valida | Non qual./Non part. | Ritirato/Non class | Squalificato | '-' Dato non disp. | Grassetto – Pole position Corsivo – Giro più veloce |